# 조치원 복숭아 축제
조치원 복숭아 축제는 2003년부터 시작된 세종특별자치시의 지역축제로 매년 8월에 열린다. 2003년 처음 개최되었다.

## 개요
조치원의 복숭아를 저렴한 가격으로 소비자들에게 공급하고 지역적으로 주민통합을 목적으로 하는 지역축제이다. 축제장에 특별판매코너를 만들어 생산자가 직접 재배한 복숭아를 골라와 소비자와 직거래가 형성되어 일반 시중보다 저렴한 가격에 판매되고 있다. 세종특별자치시 지역의 특산물인 복숭아를 홍보하여 농가소득을 올리고, 지역민들이 통합과 화합을 이루는 것을 목적으로 한다. 주요행사로는 복숭아 품평회, 수확체험, 직판행사, 축하공연, 서예전, 복숭아 사진전, 노래자랑 등이 열린다.

## 연혁
조치원 복숭아 축제
- 제1회 - 2003년 8월 8일 ~ 8월 9일 연기문화예술회관에서 처음 개최, 조치원복숭아축제위원회에서 주관
- 제2회 - 2004년 8월 6일 ~ 8월 7일 고려대학교 세종캠퍼스에서 개최, 연기군,농협연기군지부에서 주관
- 제3회 - 2005년 8월 12일 ~ 8월 13일 고려대학교 세종캠퍼스에서 개최, 조치원복숭아축제위원회에서 주관
- 제4회 - 2006년 8월 11일 ~ 8월 12일 고려대학교 세종캠퍼스에서 개최, 조치원복숭아축제위원회에서 주관
- 제5회 - 2007년 8월 10일 ~ 8월 12일 고려대학교 세종캠퍼스에서 개최, 조치원복숭아축제위원회에서 주관
- 제6회 - 2008년 8월 9일 ~ 8월 10일 연기군 고복저수지에서 개최, 조치원복숭아축제위원회에서 주관
- 제7회 - 2009년 8월 8일 ~ 8월 9일 고려대학교 세종캠퍼스에서 개최, 조치원복숭아축제위원회에서 주관
- 제8회 - 2010년 8월 7일 ~ 8월 8일 고려대학교 세종캠퍼스에서 개최, 조치원복숭아축제위원회에서 주관
- 제9회 - 2011년 8월 6일 ~ 8월 7일 고려대학교 세종캠퍼스에서 개최, 조치원복숭아축제위원회에서 주관
- 제10회 - 2012년 8월 11일 ~ 8월 12일 고려대학교 세종캠퍼스에서 개최, 조치원복숭아축제위원회에서 주관

세종 조치원 복숭아 축제
- 제1회 - 2013년 8월 10일 ~ 8월 11일 고려대학교 세종캠퍼스에서 개최, 조치원복숭아축제위원회에서 주관
- 제2회 - 2014년 8월 2일 ~ 8월 3일 세종특별자치시 조치원 전통시장에서 개최, 복숭아축제추진위원회에서 주관
- 제22 회 - 2024년 9월 20일~ 9월 21일 (토)  세종 중앙공원에서 개최.